# امیلی گیفین
امیلی فیسک گیفین (متولد ۲۰ مارس ۱۹۷۲) نویسنده آمریکایی چندین رمان است که معمولاً به عنوان بخشی از ادبیات زنانه طبقه‌بندی می‌شوند.
از آثار قابل توجه او می‌توان به چیزی قرض گرفته شده، قلب موضوع و یکی و تنها اشاره کرد.

## اوایل زندگی
امیلی گیفین در ۲۰ مارس ۱۹۷۲ به دنیا آمد. او در دبیرستان ناپرویل شمالی در ناپرویل، ایلینوی (حومه شیکاگو) تحصیل کرد، جایی که او عضو یک باشگاه نویسندگی خلاق بود و به عنوان سردبیر روزنامه مدرسه انجام وظیفه می‌کرد. گیفین مدرک کارشناسی خود را در دانشگاه ویک فارست به دست آورد، جایی که در رشته تاریخ و زبان انگلیسی می‌خواند و همچنین به عنوان مدیر تیم بسکتبال نیز مشغول بود، سپس در دانشکده حقوق در دانشگاه ویرجینیا شروع به تحصیل کرد.

## حرفه
پس از فارغ‌التحصیلی از دانشکده حقوق در سال ۱۹۹۷، او به منهتن نقل مکان کرد و در بخش دعاوی حقوقی Winston &amp; Strawn مشغول به کار شد. در سال ۲۰۰۱، او به لندن نقل مکان کرد و شروع به نوشتن تمام وقت کرد. اولین رمان جوان او، لیلی هلدینگ ترو، توسط هشت ناشر رد شد. گیفین رمان جدیدی را شروع کرد، سپس با کتابی با عنوان Rolling the Dice را شروع کرد که بعدها با نام چیزی قرض گرفته شد یک رمان پرفروش شد، در سال ۲۰۰۴ منتشر شد، که نقدهای مثبتی دریافت کرد و به فهرست پرفروش‌های نیویورک تایمز راه یافت.
۹ تا از رمان‌های او پرفروش ترین‌های بین‌المللی بوده‌اند. سه نفر به‌طور همزمان در لیست ۱۵۰ نفر برتر USA Today ظاهر شدند. از روی چیزی قرض گرفته‌شده یک فیلم بلند سینمایی اقتباس شد.